# Krasnoriajski
Krasnoriajski (en rus: Красноряжский) és un poble (possiólok) del krai de l'Altai, a Rússia, que el 2013 tenia 71 habitants. Hi ha un sol carrer. Es troba a 16 km de Krutikha i 193 km de Barnaül.